# Apamea hammoniensis
Apamea hammoniensis là một loài bướm đêm trong họ Noctuidae.